# Dorina Vaccaroni
Dorina Vaccaroni (Venezia, 24 novembre 1963) è un'ex schermitrice e ciclista su strada italiana.

## Biografia

### Carriera

#### Scherma

Vaccaroni (seconda da destra) nella squadra italiana di fioretto campione del mondo 1982

Campionessa precoce e dal forte temperamento, ha iniziato la sua lunga attività sportiva a livello internazionale nella scherma, specialità fioretto, nella seconda metà degli anni settanta. Con i suoi primi successi è iniziato il ciclo, oggi ancora vincente, delle fiorettiste azzurre. Allieva del grande Livio Di Rosa al Circolo scherma Mestre; nel 1977 partecipa ai Campionati Mondiali assoluti; l'anno dopo vince, tra le categorie giovanili, il suo primo titolo italiano e il prestigioso Trofeo Martini di New York.
Disputa, a sedici anni, la sua prima Olimpiade a Mosca nel 1980, ottenendo un sesto posto individuale e un quinto posto a squadre. Nel 1981 vince la Coppa del Mondo; l'anno seguente è campionessa europea e vince il suo primo titolo mondiale a squadre. Nel 1983 è campionessa del mondo sia individuale che a squadre, inoltre vince il titolo anche tra i giovani e ancora la Coppa del Mondo, che vincerà per la terza volta l'anno dopo.
Conquista tre medaglie olimpiche, tutte nel fioretto: il bronzo individuale ai Giochi Olimpici di Los Angeles nel 1984 (in cui ottiene anche il quarto posto a squadre); l'argento a squadre a Seul nel 1988 con Francesca Bortolozzi, Margherita Zalaffi, Annapia Gandolfi e Lucia Traversa) ed infine l'oro a squadre a Barcellona nel 1992 con Francesca Bortolozzi, Diana Bianchedi, Margherita Zalaffi e Giovanna Trillini.
Dopo il bronzo a squadre ai mondiali del 1993, che segue gli allori del 1990 e del 1991, lascia l'attività agonistica, salvo poi tornare in pedana nel 1998 per vincere i titoli italiani di 3ª e 4ª categoria.

### Tecnica
Di mano destra, elegante e rapida in pedana, tendeva spesso a voler concludere l'affondo in velocità.

#### Ciclismo
Terminato con la scherma, Dorina si trasforma in una ciclista, vince un centinaio di granfondo, passa professionista nella la categoria elite, fa un giro d'Italia femminile, un Tour de France. Successivamente vince un titolo italiano master ed ottiene il secondo posto, allo sprint, nel mondiale di categoria, prima di specializzarsi nelle gare di ultracycling dove continua a correre con successo.
Tra allenamenti e gare percorre in bici circa 45/50.000 km anno.
Nel 2016 vince la D+ Ultracycling Dolomitica, laureandosi Campionessa Italiana di Ultracycling 2016.
Nell'aprile 2022 vince in Texas la Longhorn 500 miglia nella categoria donne.
A Giugno 2022 parteciperà alla Race Across America, una delle più note gare estreme di ciclismo, 5000 Km. non stop in sella alla bici, la porterà a termine in 12 giorni percorrendo circa 430km medi al giorno.
Ad agosto 2022 é medaglia d'argento ai Campionati Europei 24 ore in Slovenia dove percorrerà in bici in 24 ore 759 km alla velocità media di oltre 32 km orari. 
Vince la Adriatic Marathon di 1200 km non stop.
Terza ai Campionati Europei ultracycling di Zurigo, 1050 km e 14.000metri di dislivello.
Nel 2023 realizza il record di categoria della Race Across America 5000 km e 52 Mila metri dislivello, da costa a costa degli oceani non stop, in 12 giorni e 5 ore, ed solo un mese e mezzo dopo vince la Race Aroud Austria di 2200 km non stop.
Nel novembre 2023 si classifica seconda assoluta ai mondiali femminili 24 ore ultracycling di Borrego Spring.
Vince la Coppa Del mondo ultracycling 2023.

### Vita privata
È stata sposata con l'ex calciatore Andrea Manzo con il quale ha avuto una figlia nel 1986. Nel 1997 ha avuto un'altra figlia con un altro compagno. Fra le due carriere ha studiato fisioterapia, ha condotto un programma su Telefriuli e si è candidata, senza successo, con il Centro Cristiano Democratico. È vegetariana.

## Palmarès

### Risultati élite
In carriera ha ottenuto i seguenti risultati:
Giochi olimpici
Individuale
- Bronzo nel fioretto a Los Angeles 1984

A squadre
- Oro nel fioretto a Barcellona 1992
- Argento nel fioretto a Seul 1988

Mondiali
Individuale
- Oro nel fioretto a Vienna 1983
- Argento nel fioretto a Roma 1982

A squadre
- Oro nel fioretto a Roma 1982
- Oro nel fioretto a Vienna 1983
- Oro nel fioretto a Lione 1990
- Oro nel fioretto a Budapest 1991
- Bronzo nel fioretto a Clermont-Ferrand 1981
- Bronzo nel fioretto a Losanna 1987
- Bronzo nel fioretto a Essen 1993

Coppa del mondo
- nella classifica generale del fioretto 1980/1981
- nella classifica generale del fioretto 1982/1983
- nella classifica generale del fioretto 1983/1984

Europei
Individuale
- Oro nel fioretto a Mödling 1982
- Argento nel fioretto a Foggia 1981

A squadre
Giochi del Mediterraneo
Individuale
- Oro nel fioretto a Casablanca 1983
- Bronzo nel fioretto a Spalato 1979

Campionati italiani
Individuale
- Oro nel fioretto nel 1982

A squadre

### Risultati giovani
Mondiali giovani
Individuale
- Oro nel fioretto a Budapest 1983
- Argento nel fioretto a South Bend 1979
- Bronzo nel fioretto a Losanna 1981
- Bronzo nel fioretto a Buenos Aires 1982

A squadre
- Tra gli altri vanta diversi titoli nazionali per categoria, tra cui a livello assoluto uno individuale e due a squadre.

## Onorificenze
Commendatore della Repubblica, 25 giugno 2014.
Medaglia d'oro dall'Accademia Olimpica Nazionale Italiana, per aver onorato e reso grande lo sport italiano, 10 giugno 2014.

Contea di Los Angeles, onorificenza per la carriera sportiva e per l'insegnamento dato agli Americani